# Welcome Stranger

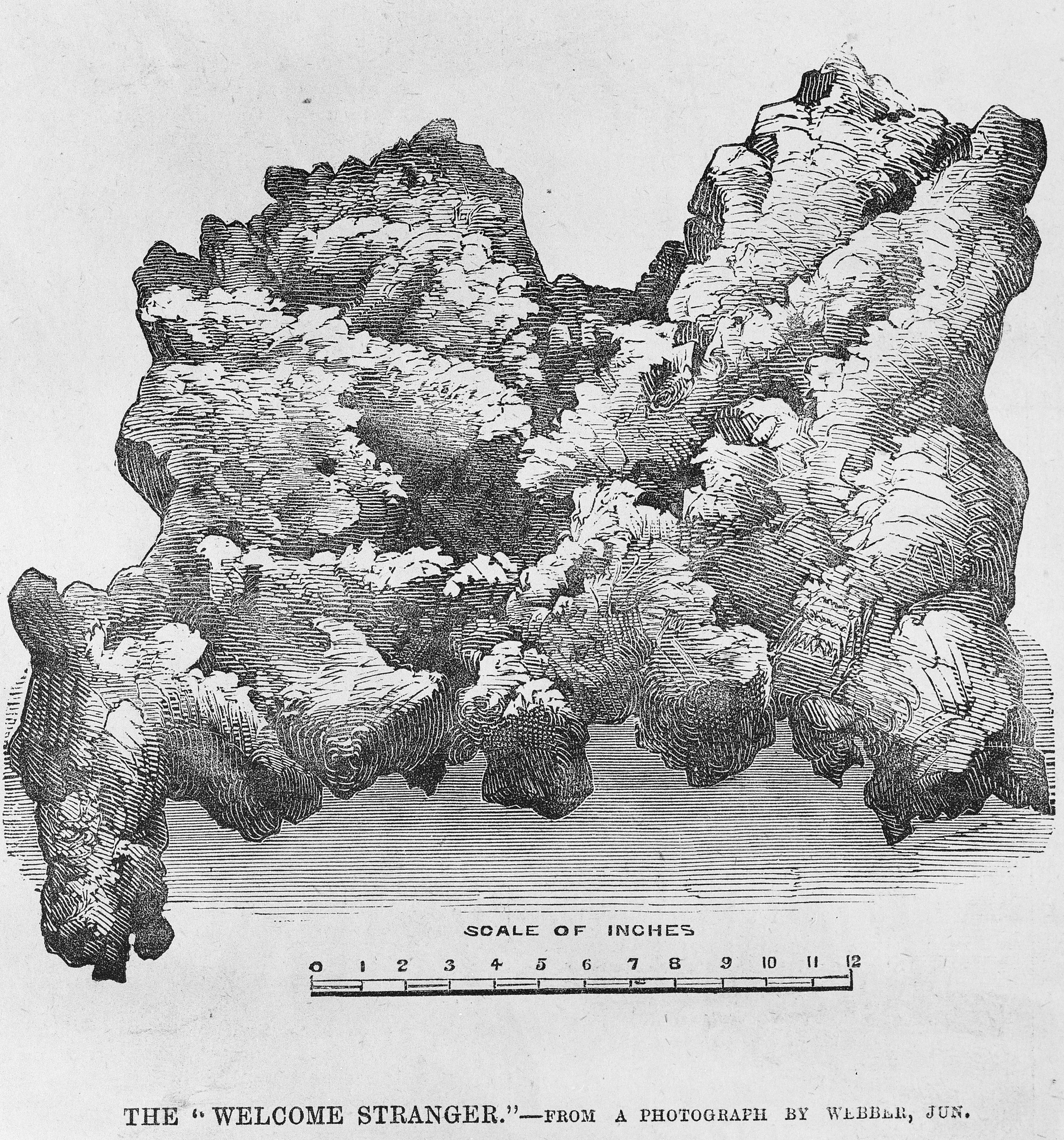
Un grabado sobre madera de la Welcome Stranger, publicado en The Illustrated Australian News for Home Reader el 1 de marzo de 1869. La escala de la parte inferior de la imagen representa 30 cm.

La Welcome Stranger es la pepita de oro aluvial más grande de la que se tienen registros. Dicha pepita tenía un peso refinado de 3123 oz (97,14 kg), y medía 61x31 cm. Tendría un valor estimado de unos 4'1 millones de euros (en función del precio de la onza de oro). Fue descubierta por los buscadores de oro John Deason y Richard Oates el 5 de febrero de 1869, en Moliagul, Victoria, Australia, 14,6 kilómetros al noroeste de Dunolly.

## Descubrimiento
Esta pepita de extraordinarias dimensiones estaba enterrada unos 3 cm bajo la superficie, a poca distancia de la base de un árbol situado en una pendiente cercana a un barranco, que por aquel entonces recibía el nombre de Quebrada Bulldog (Bulldog Gully en inglés). El peso bruto de la pepita era de 3523,5 onzas troy (109,59 kg), mientras que su peso neto se cifraba en 2315,5 oz (72,02 kg).
Dado que las balanzas de la época no eran capaces de pesar una pepita tan grande, fue preciso recurrir a los servicios de un herrero de Dunolly, llamado Archibald Walls, para que la dividiese en tres pedazos sobre un yunque. Seguidamente, Deason, Oates y unos cuantos amigos llevaron la pepita a las oficinas del London Chartered Bank of Australia en Dunolly, que les pagó 9583£ por ella; fue bautizada como Welcome Stranger. A fecha de 2016, la pepita valdría entre tres y cuatro millones de dólares estadounidenses. Por añadidura, era de un peso mayor que la Welcome Nugget, otra pepita de un tamaño fuera de lo común (2217 oz/69 kg), hallada en Ballarat en 1858. El supervisor de los campos auríferos donde fue descubierta, F. K. Orme, recogió en sus informes que la Welcome Stranger produjo un total de 2269 onzas troy de oro (70,5591 kg), una vez fundida. El oro fundido fue transformado en lingotes y enviado a Melbourne, para su posterior traslado al Banco de Inglaterra. Estos lingotes abandonaron el país a bordo del vapor Reigate, que partió rumbo a Inglaterra el 21 de febrero de 1869.

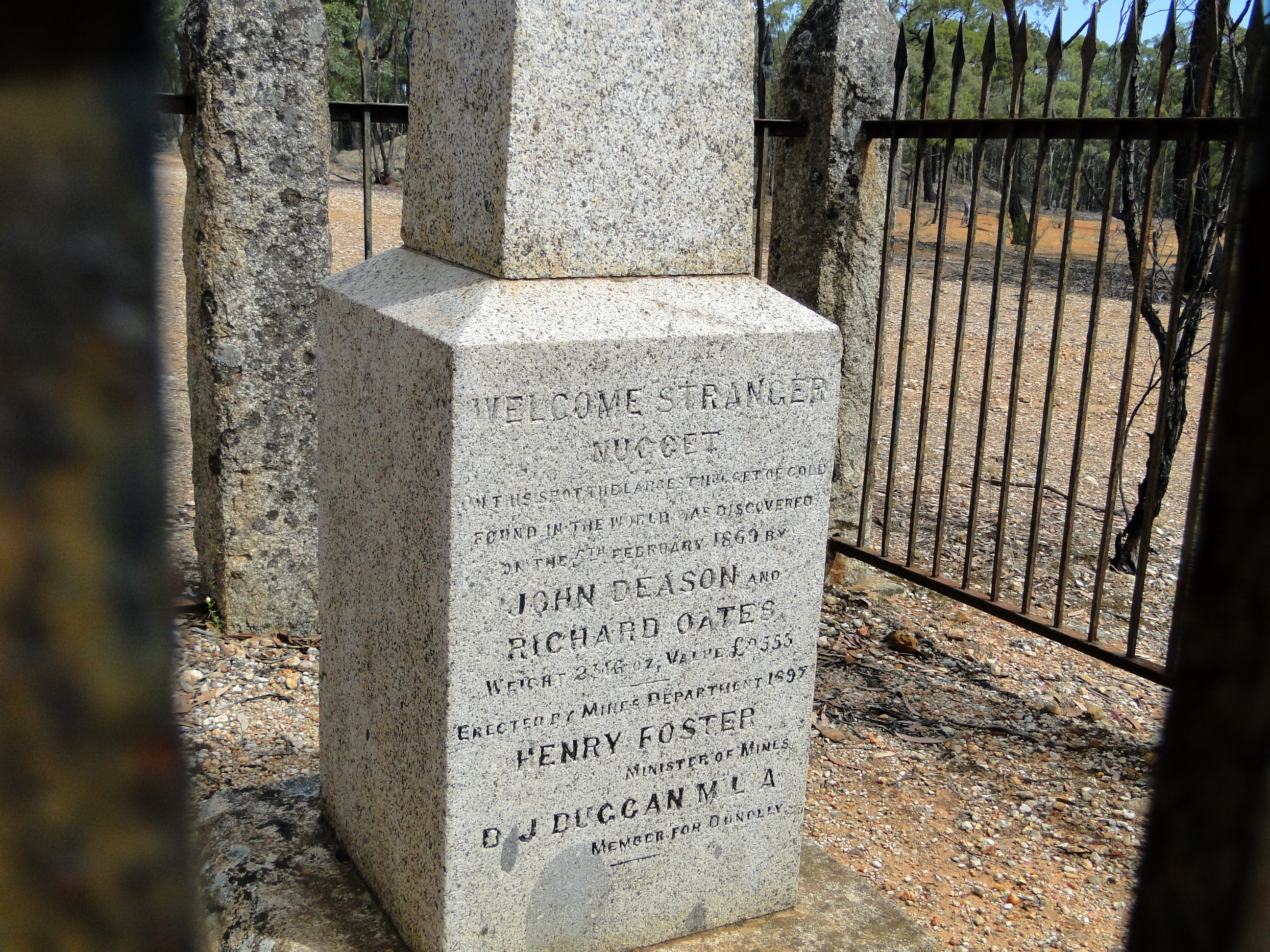
Fotografía del texto en el obelisco conmemorativo del hallazgo, levantado en 1897.

En 1897, se erigió un obelisco en conmemoración del descubrimiento, cerca del lugar donde la Welcome Stranger fue hallada. También hay una réplica de la Welcome Stranger en el museo municipal de Melbourne, Victoria; otra réplica de la pepita se encuentra en manos de los descendientes de John Deason.

### Descubridores
John Deason nació en 1829 en la isla de Tresco, una de las Islas Sorlingas, 45 km al suroeste de Cornualles, Inglaterra, Reino Unido. En 1851 trabajaba procesando mineral de estaño, empleo que posteriormente abandonó para convertirse en buscador de oro. Deason se dedicó a la minería del oro durante gran parte del resto de su vida, pero perdió buena parte de sus ahorros debido a inversiones poco rentables en minas de oro. Empobrecido por sus negocios fallidos, adquirió tierras cerca de Moliagul y terminó sus días como granjero. Falleció en 1915, a los 85 años de edad.
Por su parte, Richard Oates nació en torno al año 1827 en Pendeen, Cornualles. Después del hallazgo de la Welcome Stranger, regresó al Reino Unido y se casó; volvió a Australia con su esposa y tuvieron allí cuatro hijos. Hay constancia de que la familia Oates compró una granja cerca de Marong, Victoria, a unos 24 km al oeste de Bendigo. Oates falleció en 1906, a los 79 años de edad.

## Galería de imágenes
| |
| Estatua en Redruth, Inglaterra, en homenaje a los buscadores de oro que encontraron la Welcome Stranger, Deason y Oates |

| |
| Mineros y sus esposas posando junto a los descubridores de la pepita: Richard Oates, John Deason y la mujer de este último. |